# Iván Rakovszky

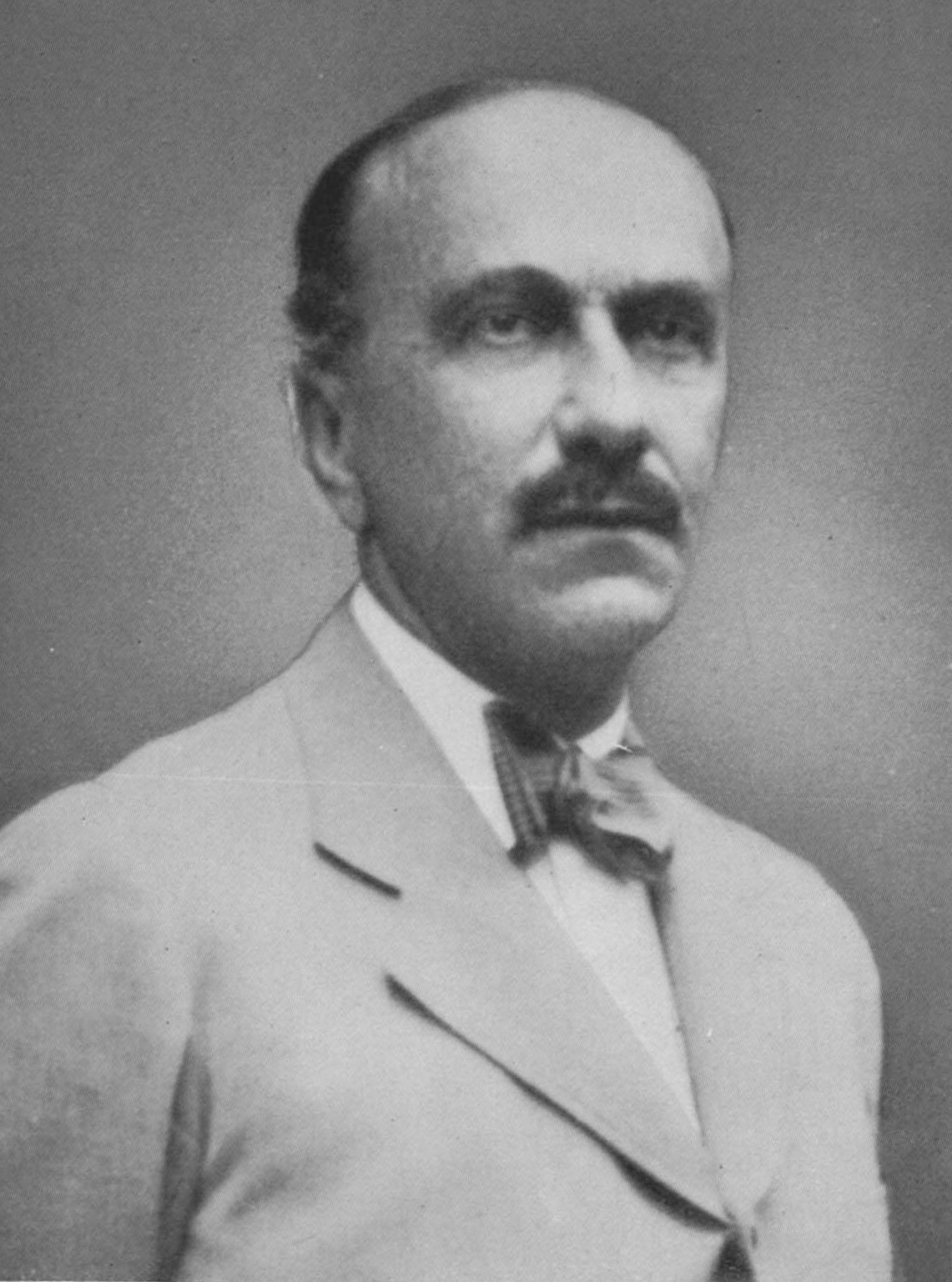
Iván Rakovszky, 1940

Iván Rakovszky von Nagyrakó und Kelemenfalva (* 5. Februar 1885 in Budapest; † 9. September 1960 in Jászapáti) war ein ungarischer Politiker, Innenminister (1922–1926) und Minister für Kultus und Unterricht (1944).

## Leben
Rakovszky studierte Jura und Staatswissenschaften in Budapest und wurde 1907 Unternotar und 1909 Obernotar des Komitats Turóc. Von 1910 bis 1918 war Rakovszky als Mitglied der Partei der Arbeit Abgeordneter des Wahlbezirks Stubnya im ungarischen Reichstag. Nach Ausbruch des Ersten Weltkriegs war Rakovszky Präsident des Roten Kreuzes im Komitat Turóc und leistete von 1915 bis 1917 Dienst an der Front. Nach Zusammenbruch Österreich-Ungarns und der Ausrufung der Ungarischen Räterepublik beteiligte sich Rakovszky an der von István Bethlen geführten Gegenrevolution. Er musste jedoch vor den Revolutionären auf von tschechoslowakischen Truppen besetztes Gebiet fliehen, wo er sich zweieinhalb Jahre versteckte und Gründungsmitglied mehrerer ungarischer Parteien wurde. Nach Wiederherstellung der Monarchie war er ab 16. Juni 1922 Innenminister im Kabinett von István Bethlen, trat jedoch auch aufgrund der Franc-Geldfälscher-Affäre am 15. Oktober 1926 zurück. 1935 wurde er Präsident des hauptstädtischen Rats für öffentliche Arbeiten und ließ als solcher den Rudolfs-Kai (heute Széchenyi-Kai, nördlich des Parlamentsgebäudes gelegen) ausbauen. Ab 1941 war Rakovszky Präsident des Verwaltungsgerichts und wurde Mitglied des Oberhauses sowie 1944 kurzzeitig im Kabinett von Géza Lakatos Minister für Kultus und Unterricht.
Nach Ende des Zweiten Weltkriegs und Ausrufung der Volksrepublik Ungarn wurde Rakovszky 1951 aus Budapest zwangsausgesiedelt. Er starb 1960 in Jászapáti und wurde dort beerdigt.